# Staffin
Staffin (Schots-Gaelisch: Stafain) is een dorp in de Schotse lieutenancy Ross and Cromarty in het raadsgebied Highland op het eiland Skye ongeveer 27 kilometer ten noorden van Portree in de buurt van Duntulm en Flodigarry.
De naam van de plaats is afgeleid van het oudnoorse woord staffa (staaf). Het verwijst naar de basalt-rotsen die verticaal uit de bodem rijzen zoals de formaties van de Kilt Rock. In de buurt ligt ook The Storr met de door erosie gevormde The Old Man of Storr en de rotsformatie bekend als Quiraing. In Staffin is een kerkgebouw van de Free Church of Scotland (Continuing) en van de Free Presbyterian Church of Scotland.

## Externe links

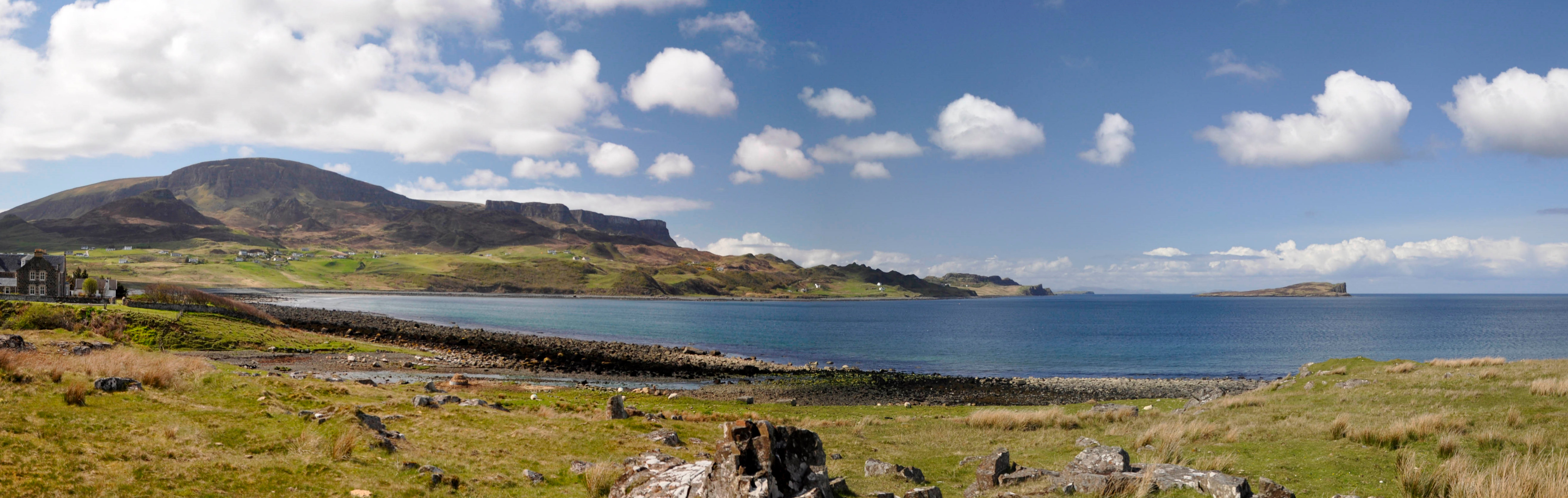
Staffin en Staffin Bay